# Saint-Martin-des-Combes
Saint-Martin-des-Combes település Franciaországban, Dordogne megyében. Lakosainak száma 203 fő (2022. január 1.). Saint-Martin-des-Combes Beauregard-et-Bassac, Fouleix, Clermont-de-Beauregard, Saint-Georges-de-Montclard, Campsegret, Montagnac-la-Crempse és Douville községekkel határos.

## Népesség
A település népessége az elmúlt években az alábbi módon változott:
| Lakosok száma | 150  | 134  | 151  | 193  | 188  | 188  | 186  | 193  | 196  | 203  |
|               | 1968 | 1982 | 1990 | 2006 | 2013 | 2015 | 2017 | 2019 | 2020 | 2022 |